# ウィルクスランド

南極地図。Wilkes Landは図の右下方に記されている。

ウィルクスランド（英語: Wilkes Land）は、南極にある地域の名称。南極大陸東部（東南極）、インド洋の方向にあたる東経100度31分から東経142度02分にかけての地域である。
名称は、1840年にこの地域の海岸を発見したアメリカの軍人・探検家チャールズ・ウィルクスの名にちなむ。

## 地理

### 位置・広がり
西は Bunger Hills 北西のホーダーン岬 (Cape Hordern) （南緯66度15分 東経100度31分 / 南緯66.250度 東経100.517度）から、東は Commonwealth Bay 西側の Point Alden（南緯66度48分 東経142度02分 / 南緯66.800度 東経142.033度）にかけての地域が、地理的なウィルクスランドと定義されている。東はジョージ5世ランド、西はクイーンマリーランドに接する。アデリーコースト（アデリーランド）を除き、Pourquoi Pas Point（南緯66度12分 東経136度11分 / 南緯66.200度 東経136.183度）が東限とされることもある。その海岸線は南極線（南緯66度33分）にほぼ沿い、南極点から2600kmほどの距離で円弧を描いている。

### 海岸

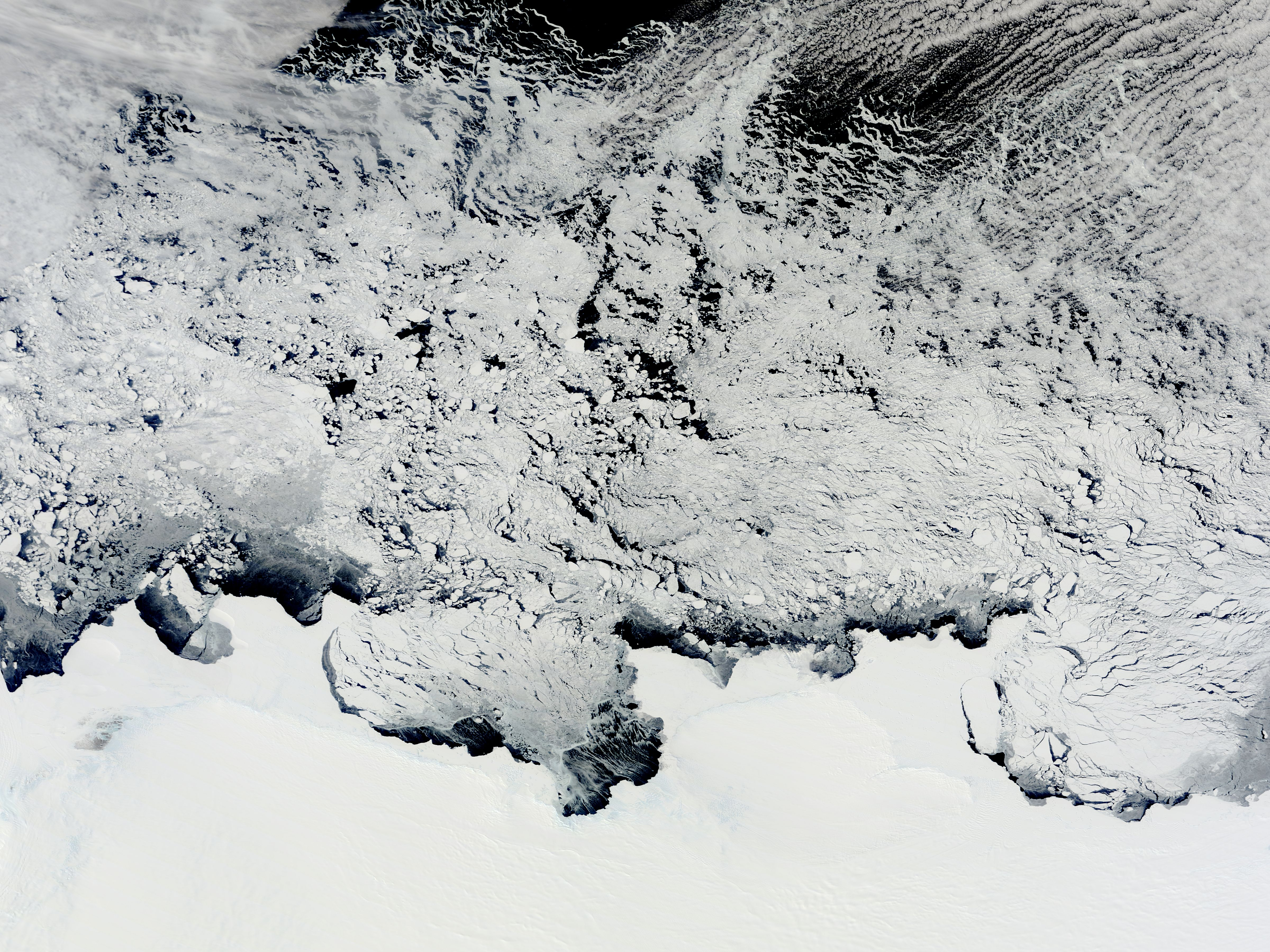
ノックス・コーストからサブリナ・コーストにかけての衛星画像

1914年時点で認識されていた南極大陸の地図（フランス語表記）。ウィルクスランドの地名は大陸を示す上記地図の左側一帯に示されている

ウィルクスランドの海岸（コースト）は、地理的に以下のように区分されている（西から東への順）。これらの「コースト」は、後背地を含め「ランド」を付して呼ぶ場合もある。
| 地域                        | 西限      | 東限      | 説明                                     | 参考  |
| --------------------------- | --------- | --------- | ---------------------------------------- | ----- |
| ノックス海岸 Knox Coast     | 100°31' E | 109°16' E | Cape Hordern と Hatch Islands の間。     | [ 2 ] |
| バッド海岸 Budd Coast       | 109°16' E | 115°33' E | Hatch Islands と Cape Waldron の間。     | [ 3 ] |
| サブリナ海岸 Sabrina Coast  | 115°33' E | 122°05' E | Cape Waldron と Cape Southard の間。     | [ 4 ] |
| バンゼア海岸 Banzare Coast  | 122°05' E | 130°10' E | Cape Southard と Cape Morse の間。       | [ 5 ] |
| クラーリー海岸 Clarie Coast | 130°10' E | 136°11' E | Cape Morse と Pourquoi Pas Point の間。  | [ 6 ] |
| アデリー海岸 Adélie Coast   | 136°11' E | 142°02' E | Pourquoi Pas Point と Point Alden の間。 | [ 7 ] |

### 領有権主張
ウィルクスランドのうち、東経136度以東・東経142度以西の「アデリーランド」はフランスが領有権を主張し、東経136度以西および東経142度以東はオーストラリアが「オーストラリア南極領土」として領有を主張している。ただし、南極条約によって、南極地域における領土主権、請求権は凍結されている。
- 「オーストラリア南極領土」
- フランス主張の「アデリーランド」

### 観測基地
- ケーシー基地（英語版）（オーストラリア） - バッド・コースト
- デュモン・デュルヴィル基地（英語版）（フランス） - アデリー・コースト

## 地学
2005年現在の南磁極は、ウィルクスランド沖合の南緯64度32分 東経137度52分 / 南緯64.533度 東経137.867度に位置する。
2006年、Ralph von Frese と Laramie Potts が率いる研究チームは、アメリカ航空宇宙局（NASA）の重力場測定衛星GRACEを用いた観測により、ウィルクスランドに直径約480kmのクレーターの痕跡と思われる重力異常を発見した。重力異常をもたらす「ウィルクスランド・クレーター」は2億5000万年前に形成されたものであると推定される。ウィルクスランドの氷床の地下に眠るこの地形が実際に天体衝突痕であるかはまだはっきりしていないが、そうであるとすれば地球最大級のものであり、直径約50kmの天体が衝突したものと推測される。2億5000万年前に発生した生物の大量絶滅（古生代と中生代との区切りとなるP-T境界）との関連も考えられている。

## 歴史

ウィルクスの南極への航海（フランス語表記）

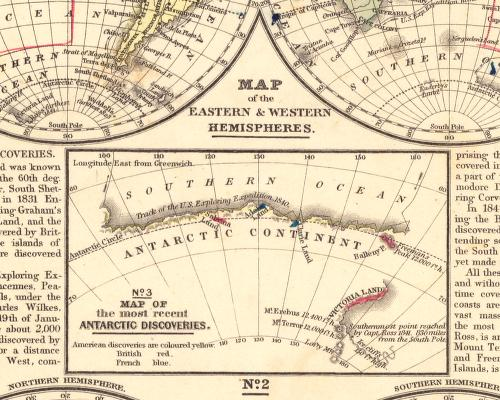
1848年に発行された地図に示された南極大陸の北岸。西からサブリナランド、アデリーランド、クラリーランド、バレニー諸島が彩色され記されている（アデリーランドとクラリーランドは逆に記されている）

### 1839年: バレニーによる遠望
1838年から1839年にかけて南極海の探検航海を行ったイギリス・エンダービー社 (Samuel Enderby & Sons) の捕鯨船長ジョン・バレニー (John Balleny) は、1839年2月に東経163度でバレニー諸島を発見している。バレニー隊のメンバーがこの島に上陸した後、バレニーは西への航行を続けた。
1839年3月、バレニーは南緯64度58分 東経121度08分 / 南緯64.967度 東経121.133度の位置で、南西の東経117度付近にある陸地をわずかな時間望見する。バレニー隊のカッター「サブリナ号」にちなみ、のちにサブリナ海岸と呼ばれる地域である。

### 1840年: デュルヴィルとウィルクスの航海
フランス海軍のジュール・デュモン・デュルヴィルは、1837年以降「アストロラーベ」 (French ship Astrolabe (1811)) で南極探検を行っていた。1840年1月、タスマニア島のホバートから南下したデュルヴィルは、南極大陸沿岸に到達し、海岸や周辺の島を発見している。デュルヴィルは発見した海岸に対して、アデリー海岸、クラリー海岸 (Clarie Coast) などの命名をおこなった。アデリーはデュルヴィルの妻、クラリーはデュルヴィル隊の第二船の艦長 Charles Jacquinot の妻の名である。アデリー海岸沖合のデュムラン諸島 (Dumoulin Islands) やポイント・ジオロジー群島 (Géologie Archipelago) はこの時の発見で、デュルヴィル隊はデュムラン諸島の島の一つに上陸している。アデリー海岸が面した海域には、デュルヴィル海 (D'Urville Sea) の名が付けられている。
アメリカ合衆国探検遠征隊（1832年 - 1842年）を率いて南アメリカ大陸やオセアニアの探検を行っていたアメリカ海軍のチャールズ・ウィルクスは、シドニーを南方航海の拠点とし、1839年12月に「ヴィンセンス」を旗艦として、オーストラリア大陸南方の南極海の探検に出発した。1840年1月25日、ウィルクスはバレニー諸島の西において「南極大陸」を発見したと報告している。ウィルクスは、2月中旬にかけて南極の大陸縁辺を2400km以上にわたって探索し、南極が大陸であることの証拠を提供した。ノックス海岸、バッド海岸の名称は、ウィルクス隊に加わっていた艦長たちの名である。「ウィルクスランド」の名称は、このウィルクスの功績によるものである。ただし、ウィルクスが発見したと考えた海岸は、のちの調査によって実際にははるかに南に位置していることが判明している。

### 20世紀前半: モーソンによる探検
1911年から1914年にかけて、オーストラリアのダグラス・モーソンは、オーストラリア南極探検隊 (Australasian Antarctic Expedition) を率いて、オーストラリア大陸南方に位置する南極大陸の調査・探検を行った。コモンウェルス湾に基地を築いたこの探検隊は、ウィルクスランド一帯を調査するとともに、ウィルクスランドの東方にジョージ5世ランド、西方にクイーンメアリーランドを発見している。
1930年から1931年にかけて、モーソンが率いた British-Australian-New Zealand Antarctic Research Expedition（BANZARE） による探検が行われた。航空機からの観測によってバンゼア海岸が発見されている。
1933年にオーストラリアは、ウィルクスランドを含む地域の領有権を主張した。